# Dennis Quaid
Dennis William Quaid (Houston, Texas, 1954. április 9. –) amerikai színész.
Texasban nevelkedett, ismertségre az 1980-as években tett szert, miután feltűnt több sikeres filmben.

## Élete

### Fiatalkora
Quaid a Texas államban található Houston városában született, Juanita Bonniedale „Nita” (született Jordan) ingatlanügynök és William Rudy Quaid villanyszerelő fiaként. Bátyja, Randy Quaid szintén színész. Quaidben ír és cajun (Louisiana államban élő etnikai csoport) vér csörgedezik. A houstoni Pershing Middle Schoolba járt, mielőtt a Bellaire High Schoolban, majd a Houstoni Egyetemen drámát tanult.

### Karrierje
Miután fivérét, Randyt Oscar-díjra jelölték Az utolsó szolgálat című filmben nyújtott alakításáért, Quaid a diploma megszerzése előtt otthagyta az egyetemet és Los Angelesbe költözött, hogy megalapozza saját színészi karrierjét. Kezdetben nehezen talált munkát, de az 1979-es Start két kerékenben való feltűnésének köszönhetően kezdtek felfigyelni rá, s az 1983-as Az igazak kapcsán már elismerő kritikákat is kapott.
A jellegzetes mosolyú Quaid vígjátéki és drámai szerepekben egyaránt bizonyíthatott; a '80-as években főszerepet játszott a Kedves ellenségem és a Vérbeli hajsza című tudományos-fantasztikus alkotásokban, az évtized végén pedig Jerry Lee Lewist formálta meg A rock 'n' roll ördögében. A '90-es évek elején pályája kisebb leszállóághoz ért; ebben szerepet játszott kokainfüggősége, amin sikerrel kerekedett felül. Az új évezredben már olyan, eltérő okokból jelentős produkciókban játszott, mint a Traffic és a Holnapután; a 2002-es Távol a mennyországtólban végzett munkájáért számos díjra, köztük Arany Glóbuszra jelölték.
2005-ben saját csillagot kapott a hollywoodi hírességek sétányán.

### Magánélete
Quaidet baptistaként nevelték és gyakorolja a keresztény vallást.

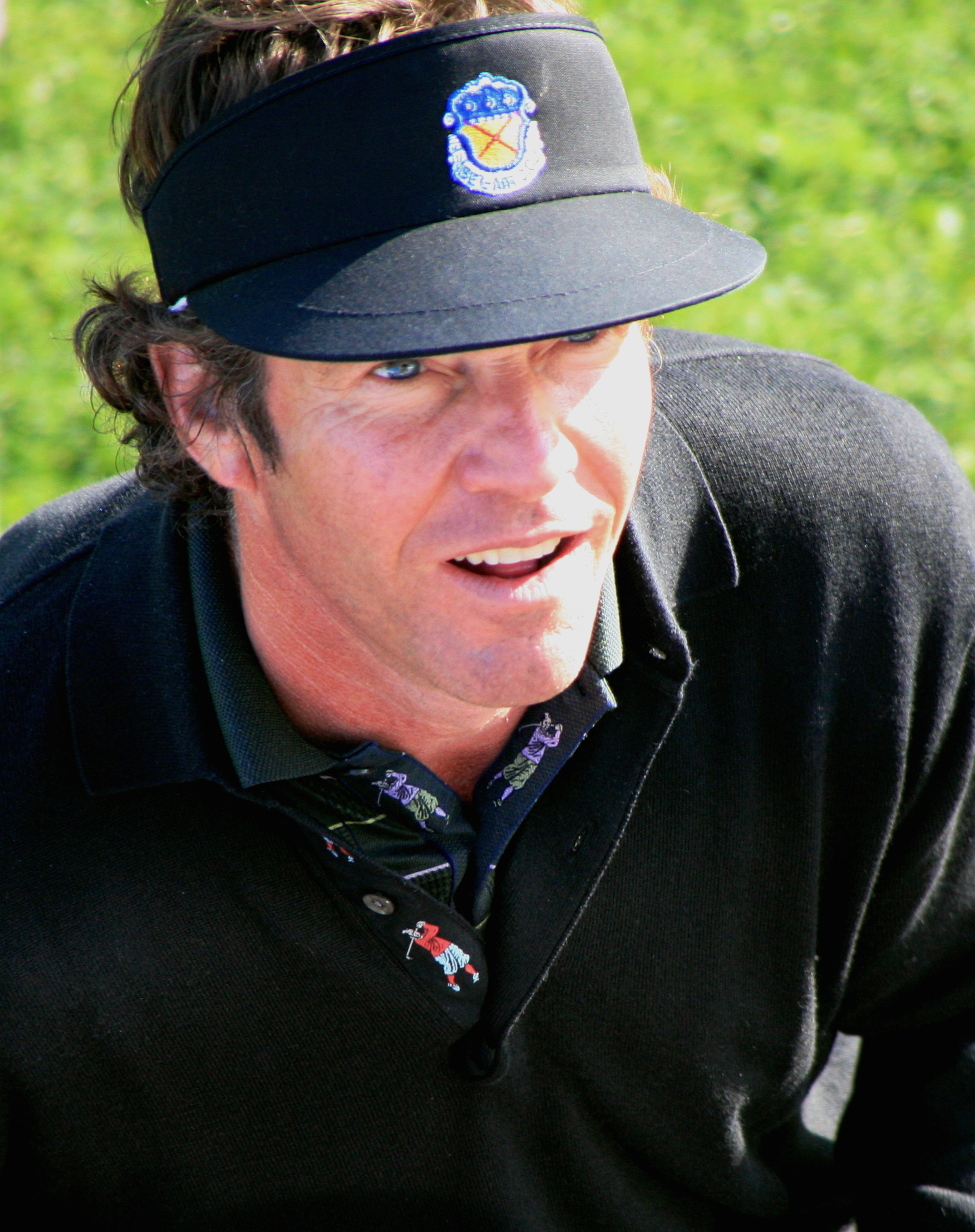
Quaid golfozás közben

1978. november 25-én, hálaadás napján vette el P. J. Soles színésznőt, akitől 1983. január 23-án vált el. Ezt követően három évig járt jegyben Lea Thompsonnal, akivel a Cápa 3D forgatásán ismerkedett meg. Második felesége Meg Ryan volt, akivel tíz évig élt együtt, 1991. február 14-étől (Valentin naptól) 2001. június 16-áig. 1992. április 24-én fiuk született, aki a Jack Henry nevet kapta.
2004. július 4-én, az amerikai függetlenség napján lépett harmadjára az oltár elé, ezúttal Kimberly Kathryn Buffington austini ingatlanügynökkel. 2007. november 8-án a pár ikreknek örülhetett, akik béranyától születtek Santa Monicában, Kalifornia államban. A kisfiú, Thomas Boone látta meg a napvilágot elsőként, majd két perccel később követte őt a kislány, Zoe Grace. 2007. november 20-án a kórház személyzete tévedésből az újszülöttek számára előírtnál ezerszer nagyobb dózis heparint adott be a Quaid-ikreknek; Quaid beperelte a készítmény előállítóját, a Baxter Healthcare-t, azzal az indokkal, hogy a két különböző dózisú heparin csomagolása nem különbözik eléggé egymástól.
A színészet mellett Quaid zenél is, együttese neve Sharks. Rendelkezik pilótaengedéllyel és golfozik; 2005-ben a Golf Digest a „Hollywoodi kulisszák” legjobb golfozójának nevezte. Quaid tagja a Bel-Air Country Clubnak, aminek golf- és teniszpályák is tulajdonát képezik.
Nevét adja az éves „Dennis Quaid Charity Weekend”-hez (Dennis Quaid Jótékonysági Hétvége), amit Austinban rendeznek. A golfbajnokság számos hírességet vonz, a bevételt pedig több, gyermekek számára fenntartott helyi alapítvány között osztják szét. Együttműködik a New Orleans-i székhelyű International Hospital for Children (Nemzetközi Kórház a New Orleans-i Gyermekekért) alapítvánnyal. Közép-amerikai utazásai alkalmával segédkezik az orvosi létesítmények építésében és a beteg gyerekek az USA-ba szállításában, ahol a szükséges kezelésben részesülhetnek.
A Best Life magazinban közölt 2006-os interjúban Quaid arról beszélt, hogy az 1990-es évek közepén anorexia nervosában szenvedett. „A tükörbe nézve még mindig egy 82 kg-s fickót láttam, noha csak 62 kg voltam.” „Éveken át megszállottan figyeltem, hogy mit eszek, mennyi kalória van benne és mennyit kell utána edzenem.”

## Filmográfia

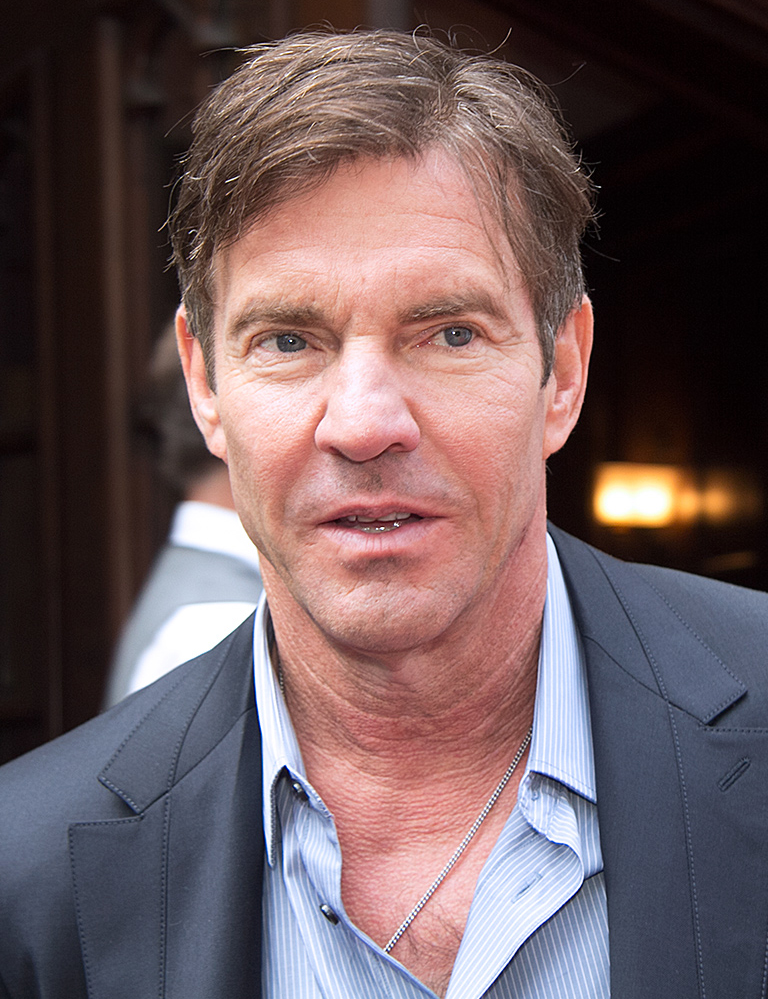
2012-ben

### Film
| Év   | Magyar cím                              | Eredeti cím                              | Szerep                                              | Magyar hang            |
| ---- | --------------------------------------- | ---------------------------------------- | --------------------------------------------------- | ---------------------- |
| 1975 |                                         | Crazy Mama                               | londiner (stáblistán nem szerepel)                  |                        |
| 1977 | Nem ígértem neked rózsakertet           | I Never Promised You a Rose Garden       | baseballjátékos                                     |                        |
| 1977 |                                         | September 30, 1955                       | Frank                                               |                        |
| 1978 |                                         | Our Winning Season                       | Paul Morelli                                        |                        |
| 1978 |                                         | The Seniors                              | Alan                                                |                        |
| 1979 | Start két keréken                       | Breaking Away                            | Mike                                                | Hegedűs D. Géza        |
| 1980 | Jesse James balladája                   | The Long Riders                          | Edward T. Miller                                    | Előd Álmos             |
| 1980 |                                         | Gorp                                     | Mad Grossman                                        |                        |
| 1981 | Szerelem az éjszakában                  | All Night Long                           | Freddie Dupler                                      | Boros Zoltán           |
| 1981 | Barlangember                            | Caveman                                  | Lar                                                 |                        |
| 1981 | Amikor Georgiában kihunytak a fények    | The Night the Lights Went Out in Georgia | Travis Child                                        |                        |
| 1981 | Bombázók a seregnek                     | Stripes                                  | statiszta a diplomaosztón (stáblistán nem szerepel) |                        |
| 1983 | Balegyenes                              | Tough Enough                             | Art Long                                            | Széles László          |
| 1983 | Cápa 3.                                 | Jaws 3-D                                 | Michael "Mike" Brody                                | Zubornyák Zoltán       |
| 1983 | Az igazak                               | The Right Stuff                          | Gordon Cooper                                       | Sinkovits-Vitay András |
| 1984 | Álomküzdők                              | Dreamscape                               | Alex Gardner                                        | Rátóti Zoltán          |
| 1984 | Álomküzdők                              | Dreamscape                               | Alex Gardner                                        | Czető Roland           |
| 1985 | Kedves ellenségem                       | Enemy Mine                               | Willis Davidge                                      | Hegedűs D. Géza        |
| 1987 | A könnyed élet                          | The Big Easy                             | Remy McSwain nyomozó hadnagy                        | Jakab Csaba            |
| 1987 | A könnyed élet                          | The Big Easy                             | Remy McSwain nyomozó hadnagy                        | Szabó Sipos Barnabás   |
| 1987 | A gyanúsított                           | Suspect                                  | Eddie Sanger                                        | Rátóti Zoltán          |
| 1987 | A gyanúsított                           | Suspect                                  | Eddie Sanger                                        | Forgács Péter          |
| 1987 | Vérbeli hajsza                          | Innerspace                               | Tuck Pendleton hadnagy                              | Dörner György          |
| 1988 | Holtan érkezett                         | D.O.A.                                   | Dexter Cornell                                      | Jakab Csaba            |
| 1988 | Szép volt, fiúk!                        | Everybody's All-American                 | Gavin Grey                                          |                        |
| 1989 | A rock 'n' roll ördöge                  | Great Balls of Fire!                     | Jerry Lee Lewis                                     | Sinkovits-Vitay András |
| 1989 | A rock 'n' roll ördöge                  | Great Balls of Fire!                     | Jerry Lee Lewis                                     | Dányi Krisztián        |
| 1990 | Gyertek el a mennyországba!             | Come See the Paradise                    | Jack McGurn                                         | Szabó Sipos Barnabás   |
| 1990 | Képeslapok a szakadékból                | Postcards from the Edge                  | Jack Faulkner                                       | Szabó Sipos Barnabás   |
| 1993 | Lángra lobbant szerelem                 | Wilder Napalm                            | Wallace Foudroyant / Biff a bohóc                   | Dörner György          |
| 1993 | Két és fél kém                          | Undercover Blues                         | Jefferson "Jeff" Blue                               | Szakácsi Sándor        |
| 1993 | Hús és vér                              | Flesh and Bone                           | Arlis Sweeney                                       | Rátóti Zoltán          |
| 1994 |                                         | A Century of Cinema (dokumentumfilm)     | önmaga                                              |                        |
| 1994 | Wyatt Earp                              | Wyatt Earp                               | Doc Holliday                                        | Sörös Sándor           |
| 1995 | Szóbeszéd                               | Something to Talk About                  | Eddie Bichon                                        | Harmath Imre           |
| 1996 | Sárkányszív                             | Dragonheart                              | Bowen                                               | Szabó Sipos Barnabás   |
| 1997 | Bűnös szándék                           | Gang Related                             | Joe Doe / William                                   | Wohlmuth István        |
| 1997 | Halálkanyar                             | Switchback                               | Frank LaCrosse                                      | Szabó Sipos Barnabás   |
| 1998 | Apád-anyád idejöjjön!                   | The Parent Trap                          | Nicholas "Nick" Parker                              | Haás Vander Péter      |
| 1998 | A megmentő                              | Savior                                   | Joshua Rose / Guy                                   | Bognár Tamás           |
| 1998 | Szeress, ha tudsz!                      | Playing by Heart                         | Hugh                                                | Szakácsi Sándor        |
| 1999 | Minden héten háború                     | Any Given Sunday                         | Jack "Cap" Rooney                                   | Gergely Róbert         |
| 2000 | Frekvencia                              | Frequency                                | Frank Sullivan                                      | Dörner György          |
| 2000 | Traffic                                 | Traffic                                  | Arnie Metzger                                       | Szabó Sipos Barnabás   |
| 2002 | A későn kezdő                           | The Rookie                               | Jim Morris                                          | Haás Vander Péter      |
| 2002 | Távol a mennyországtól                  | Far from Heaven                          | Frank Whitaker                                      | Gergely Róbert         |
| 2003 | Jéghideg otthon                         | Cold Creek Manor                         | Cooper Tilson                                       | Haás Vander Péter      |
| 2004 | Alamo – A 13 napos ostrom               | The Alamo                                | Sam Houston                                         | Szabó Sipos Barnabás   |
| 2004 | Holnapután                              | The Day After Tomorrow                   | Jack Hall                                           | Kőszegi Ákos           |
| 2004 | Jó társaság                             | In Good Company                          | Dan Foreman                                         | Csernák János          |
| 2004 | A Főnix útja                            | Flight of the Phoenix                    | Frank Towns                                         | Csernák János          |
| 2005 | Enyém, tiéd, miénk                      | Yours, Mine & Ours                       | Frank Beardsley                                     | Kőszegi Ákos           |
| 2006 | American Dreamz                         | American Dreamz                          | Joseph Staton elnök                                 | Dörner György          |
| 2007 | Harc a Terra bolygóért                  | Battle for Terra                         | Roven (hangja)                                      | Koroknay Géza          |
| 2008 | Nyolc tanú                              | Vantage Point                            | Thomas Barnes                                       | Kőszegi Ákos           |
| 2008 | Zseni az apám                           | Smart People                             | Lawrence Wetherhold                                 | Csernák János          |
| 2008 | A megállíthatatlan                      | The Express: The Ernie Davis Story       | Ben Schwartzwalder                                  | Haás Vander Péter      |
| 2009 | Az apokalipszis lovasai                 | Horsemen                                 | Aidan Breslin                                       | Szabó Sipos Barnabás   |
| 2009 | G. I. Joe: A kobra árnyéka              | G.I. Joe: The Rise of Cobra              | Clayton "Hawk" Abernathy tábornok                   | Kőszegi Ákos           |
| 2009 | Pandorum                                | Pandorum                                 | Payton                                              | Kőszegi Ákos           |
| 2010 | Légió                                   | Legion                                   | Bob Hanson                                          | Kőszegi Ákos           |
| 2011 | Életem a szörf                          | Soul Surfer                              | Tom Hamilton                                        | Kőszegi Ákos           |
| 2011 | Footloose                               | Footloose                                | Shaw Moore tiszteletes                              | Kőszegi Ákos           |
| 2012 |                                         | Beneath the Darkness                     | Vaughn Ely                                          |                        |
| 2012 | Várandósok – Az a bizonyos kilenc hónap | What to Expect When You're Expecting     | Ramsey                                              | Kőszegi Ákos           |
| 2012 | Lopott szavak                           | The Words                                | Clay Hammond                                        | Kőszegi Ákos           |
| 2012 | Kispályás szerelem                      | Playing for Keeps                        | Carl King                                           | Sörös Sándor           |
| 2012 | Mindenáron                              | At Any Price                             | Henry Whipple                                       | Kőszegi Ákos           |
| 2013 | Movie 43: Botrányfilm                   | Movie 43                                 | Charlie Wessler                                     | Haás Vander Péter      |
| 2015 | Igazság – A CBS-botrány                 | Truth                                    | Roger Charles ezredes                               | Kőszegi Ákos           |
| 2017 | Egy kutya négy élete                    | A Dog's Purpos                           | Ethan Montgomery idősen                             | Kőszegi Ákos           |
| 2018 | Csak elképzelni tudom                   | I Can Only Imagine                       | Arthur Millard                                      |                        |
| 2018 | A kötelék                               | Kin                                      | Hal Solinski                                        | Sörös Sándor           |
| 2018 | Színlelők                               | The Pretenders                           | Joe                                                 | Kárpáti Levente        |
| 2019 | A betolakodó                            | The Intruder                             | Charlie Peck                                        | Bezerédi Zoltán        |
| 2019 | Egy kutya négy útja                     | A Dog's Journey                          | Ethan Montgomery                                    | Kőszegi Ákos           |
| 2019 | Midway                                  | Midway                                   | William "Bull" Halsey altengernagy                  | Kőszegi Ákos           |
| 2021 |                                         | Born a Champion                          | Mason                                               |                        |
| 2021 | A Casa Hogar megmentése                 | Blue Miracle                             | Wade Malloy kapitány                                | Kőszegi Ákos           |
| 2021 | Esélytelenből halhatatlan               | American Underdog                        | Dick Vermeil                                        | Kőszegi Ákos           |
| 2022 | A tigris ébredése                       | The Tiger Rising                         | Beauchamp                                           | Kőszegi Ákos           |
| 2022 | Fura világ                              | Strange World                            | Merész Clade (hangja)                               | Borbiczki Ferenc       |
| 2023 | Kivert kutyák                           | Strays                                   | Madárleső                                           | Kőszegi Ákos           |
| 2023 | Távol az ég                             | On a Wing and a Prayer                   | Doug White                                          |                        |
| 2023 | Ricky Hill: Baseball az élet            | The Hill                                 | James Hill                                          |                        |
| 2024 |                                         | Reagan                                   | Ronald Reagan elnök                                 |                        |
| 2024 | A szer                                  | The Substance                            | Harvey                                              | Kőszegi Ákos           |